# الردحة (عبس)

تعديل مصدري - تعديل

الردحة هي إحدى قرى عزلة البتارية بمديرية عبس التابعة لمحافظة حجة، بلغ تعداد سكانها 1660 نسمة حسب تعداد اليمن لعام 2004.